# Långflyn (Frostvikens socken, Jämtland)
Långflyn är en sjö i Strömsunds kommun i Jämtland och ingår i Ångermanälvens huvudavrinningsområde. Sjön har en area på 0,214 kvadratkilometer och ligger 481,1 meter över havet. Långflyn ligger i Frostvikenfjällen Natura 2000-område. Sjön avvattnas av vattendraget Sjoutälven.

## Delavrinningsområde
Långflyn ingår i det delavrinningsområde (717379-145122) som SMHI kallar för Utloppet av Långflyn. Medelhöjden är 503 meter över havet och ytan är 1,65 kvadratkilometer. Räknas de 29 avrinningsområdena uppströms in blir den ackumulerade arean 156,86 kvadratkilometer. Sjoutälven som avvattnar avrinningsområdet har biflödesordning 3, vilket innebär att vattnet flödar genom totalt 3 vattendrag innan det når havet efter 291 kilometer. Avrinningsområdet består mestadels av skog (50 procent) och sankmarker (35 procent). Avrinningsområdet har 0,24 kvadratkilometer vattenytor vilket ger det en sjöprocent på 14,3 procent.